# Orthochirus arabicus
Espèce
Orthochirus arabicus est une espèce de scorpions de la famille des Buthidae.

## Distribution
Cette espèce est endémique de la province de La Mecque en Arabie saoudite. Elle se rencontre dans la réserve de Mahazat as-Sayd.

## Description
La femelle holotype mesure 21,75 mm.

## Systématique et taxinomie
Cette espèce a été décrite par Ythier et Lourenço en 2023, à partir d’un individu femelle collecté dans la réserve de Mahazat as-Sayd.

## Étymologie
Son nom d'espèce lui a été donné en référence au lieu de sa découverte, l’Arabie saoudite.

### Publication originale
- (en) Ythier & Lourenço, Two New Scorpion Species from Central Saudi Arabia (Scorpiones: Buthidae) » Faunitaxys, vol. 11, 2023 (lire en ligne), chap. 8, p. 1-8.